# Effelder (Fluss)
Die Effelder ist ein etwa 15 Kilometer langer Nebenfluss der Itz in den Landkreisen Sonneberg (Thüringen) und Coburg (Bayern).

## Name
Der Name war ursprünglich eine Komposition aus ahd. *affalter (Apfelbaum) und dem Hydronym -aha für Fließgewässer.

## Geographie

### Verlauf
Die Effelder entspringt auf etwa 800 Meter Höhe westlich des Fellberges bei Steinach im Thüringer Schiefergebirge. 
Anschließend durchfließt sie den Ort Mengersgereuth-Hämmern, der sich etwa vier Kilometer im Tal hinzieht. Unterhalb des Ortes fließt die Effelder in einem Bogen in südwestlicher Richtung weiter. In ihrem Tal verlaufen die Bundesstraße 89 und die Bahnstrecke Eisfeld–Sonneberg. Dort liegen auch die Orte Schichtshöhn und Effelder. 
Südlich von Effelder durchfließt die Effelder den Ort Döhlau, bevor sie die Landesgrenze nach Bayern überquert und nach etwa einem Kilometer in den Froschgrundsee und damit in die Itz mündet. Der Einmündungsbereich in den Froschgrundsee ist Teil des Naturschutzgebietes Itztal und Effeldertal bei Weißenbrunn vorm Wald.

### Zuflüsse
Direkte und indirekte Zuflüsse von der Quelle bis zur Mündung
- (Bach aus dem) Hausmatzengrund (links) östlich  des Kallenbergs  (807,9 m ü. NHN)
- Großer Köhlersgraben (links), mündet westlich der Fellbergbaude
  - Kleiner Köhlersgraben (rechts)
- Fellgraben (links), bei Augustenthal
  - Glasbach (links), zwischen Mühlkuppe (709,1 m ü. NHN) und Geiersberg (727,1 m ü. NHN)
- Aschenbach (rechts), bei Augustenthal
- (Bach aus dem) Joachimstiegel (links) in Hämmern
- Ehnesbach (links), Gemeinde Frankenblick
- (Bach aus dem) Hohetanner Grund (rechts)
- Rierschnitz (rechts, mündet bei Blatterndorf, Gemeinde Frankenblick)
- Retschenbach (rechts, mündet bei Seltendorf, Gemeinde Frankenblick)
- Ellenbach oder Ellernbach (links, mündet zwischen Rückerswind und Döhlau, Gemeinde Frankenblick)